# 打鹿洞

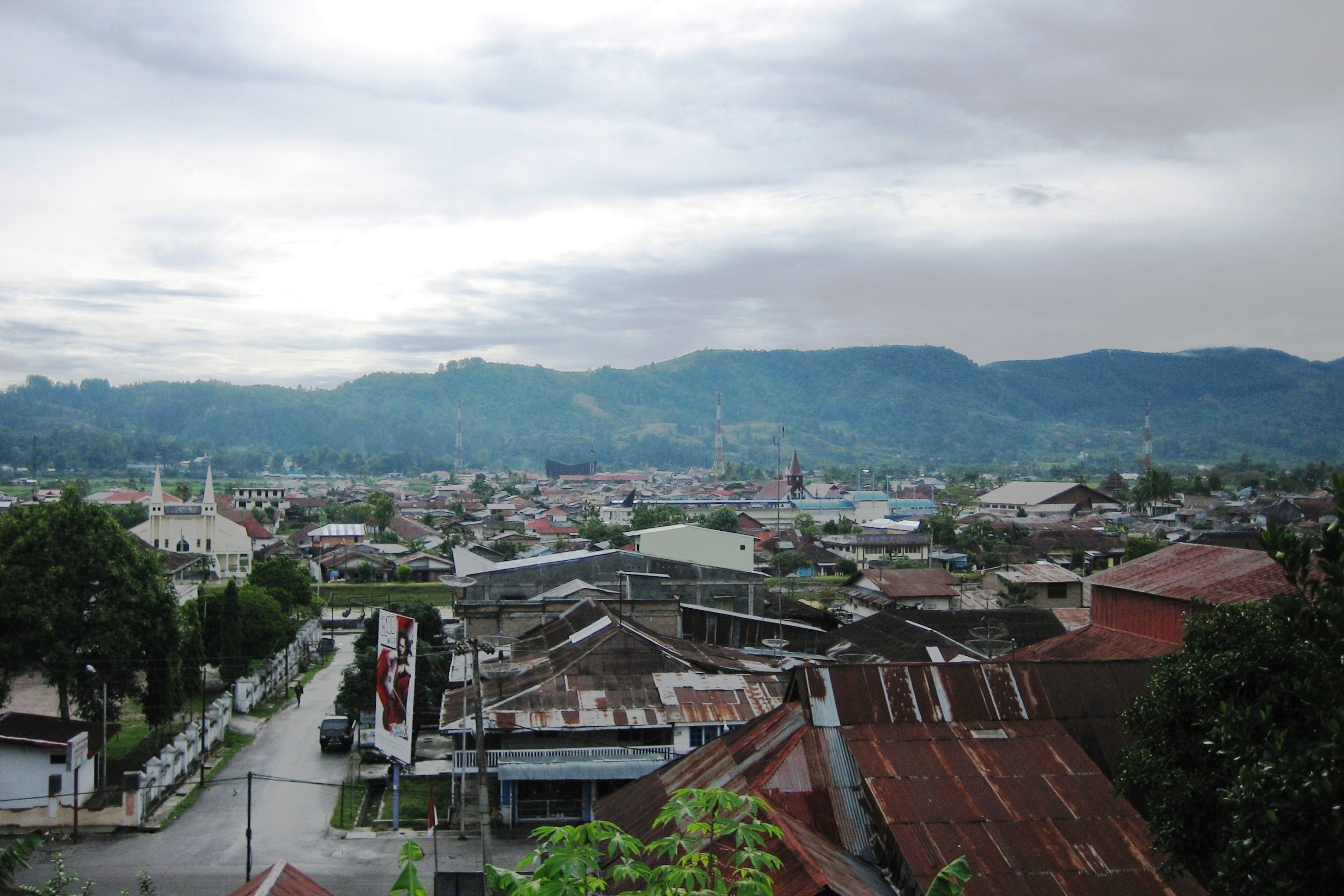

打鹿洞（Tarutung）是印度尼西亚北苏门答腊省的一座城市。打鹿洞在巴塔克语中的意思是“榴莲”，当地亦盛产榴莲。
2°01′00″N 98°58′08″E / 2.0167°N 98.9688°E